# Henri III de la Trémoïlle

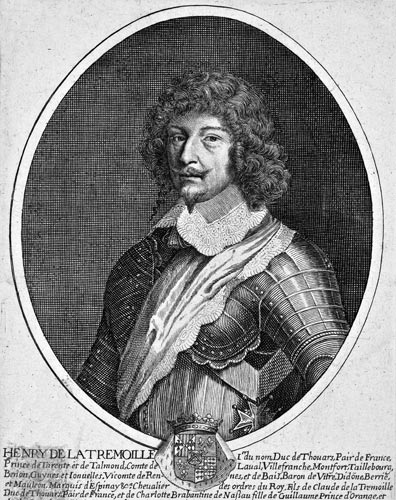
Henri III de la Trémoïlle

Henri III de la Trémoïlle of Guy XXI de Laval (Thouars, 22 december 1598 - Thouars, 21 januari 1674). Zoon van Claude de la Trémoille en Charlotte Brabantina van Nassau, de vijfde dochter van Willem van Oranje en diens derde echtgenote, Charlotte van Bourbon.
Op 17 februari 1606 zorgt de weduwe Charlotte Brabantine ervoor dat met de toestemming van Hendrik IV van Frankrijk de rechten van haar overleden man worden overgenomen door haar zoon. Tot die tijd is zij regentes over La Trémoille in Bretagne. 

## Familie
Henri III de la Trémoïlle trouwt op 19 januari 1619 met zijn nicht Marie de La Tour d'Auvergne, (1600-1665) dochter van Elisabeth van Nassau, tweede dochter van Willem van Oranje en Charlotte van Bourbon.
Dit echtpaar krijgt de volgende kinderen:
- Henri Charles de la Trémoille (1620 - 1672), jeugdliefde van Louise Henriëtte van Nassau. Hij trouwt Emilia van Hessen-Kassel, een kleindochter van Catharina Belgica van Nassau, de derde dochter van Willem van Oranje en diens derde vrouw, Charlotte van Bourbon.
- Een jong overleden kind in maart 1623
- Louis Maurice de la Trémoille (1624 - 1681)
- Elisabeth de la Trémoille (1628 - 1640)
- Marie Charlotte de la Trémoille (26 januari 1632 - 24 augustus 1682) trouwt Bernhard van Saksen-Jena
- Armand Charles de la Trémoille (15 juni 1635 - 13 december 1643).

## Voorouders
| Voorouders van Henri III de la Trémoïlle | Voorouders van Henri III de la Trémoïlle                                              | Voorouders van Henri III de la Trémoïlle                                              | Voorouders van Henri III de la Trémoïlle                                              | Voorouders van Henri III de la Trémoïlle                                              | Voorouders van Henri III de la Trémoïlle                                              | Voorouders van Henri III de la Trémoïlle                                              | Voorouders van Henri III de la Trémoïlle                                              | Voorouders van Henri III de la Trémoïlle                                              |
| ---------------------------------------- | ------------------------------------------------------------------------------------- | ------------------------------------------------------------------------------------- | ------------------------------------------------------------------------------------- | ------------------------------------------------------------------------------------- | ------------------------------------------------------------------------------------- | ------------------------------------------------------------------------------------- | ------------------------------------------------------------------------------------- | ------------------------------------------------------------------------------------- |
| Overgrootouders                          | Frans de la Trémoille (1505-1541) x Anna van Laval (1505-1554)                        | Frans de la Trémoille (1505-1541) x Anna van Laval (1505-1554)                        | Anne van Montmorency (1493-1567) x Margaretha van Savoye (1510-1586)                  | Anne van Montmorency (1493-1567) x Margaretha van Savoye (1510-1586)                  | Willem I van Nassau-Dillenburg (1487-1559) x Juliana van Stolberg (1506-1580)         | Willem I van Nassau-Dillenburg (1487-1559) x Juliana van Stolberg (1506-1580)         | Lodewijk III van Bourbon-Vendôme (1513-1582) x Jaqueline de Longwy (ca. 1519-1561)    | Lodewijk III van Bourbon-Vendôme (1513-1582) x Jaqueline de Longwy (ca. 1519-1561)    |
| Grootouders                              | Lodewijk III de la Trémoille (1521-1577) x Johanna van Montmorency (1528-1596)        | Lodewijk III de la Trémoille (1521-1577) x Johanna van Montmorency (1528-1596)        | Lodewijk III de la Trémoille (1521-1577) x Johanna van Montmorency (1528-1596)        | Lodewijk III de la Trémoille (1521-1577) x Johanna van Montmorency (1528-1596)        | Willem I van Oranje-Nassau (1533-1584) ∞ 1598 Charlotte de Bourbon (1547-1582)        | Willem I van Oranje-Nassau (1533-1584) ∞ 1598 Charlotte de Bourbon (1547-1582)        | Willem I van Oranje-Nassau (1533-1584) ∞ 1598 Charlotte de Bourbon (1547-1582)        | Willem I van Oranje-Nassau (1533-1584) ∞ 1598 Charlotte de Bourbon (1547-1582)        |
| Ouders                                   | Claude de la Trémoille (1566-1604) ∞ 1598 Charlotte Brabantina van Nassau (1580-1631) | Claude de la Trémoille (1566-1604) ∞ 1598 Charlotte Brabantina van Nassau (1580-1631) | Claude de la Trémoille (1566-1604) ∞ 1598 Charlotte Brabantina van Nassau (1580-1631) | Claude de la Trémoille (1566-1604) ∞ 1598 Charlotte Brabantina van Nassau (1580-1631) | Claude de la Trémoille (1566-1604) ∞ 1598 Charlotte Brabantina van Nassau (1580-1631) | Claude de la Trémoille (1566-1604) ∞ 1598 Charlotte Brabantina van Nassau (1580-1631) | Claude de la Trémoille (1566-1604) ∞ 1598 Charlotte Brabantina van Nassau (1580-1631) | Claude de la Trémoille (1566-1604) ∞ 1598 Charlotte Brabantina van Nassau (1580-1631) |
| Henri III de la Trémoïlle (1598-1674)    |                                                                                       |                                                                                       |                                                                                       |                                                                                       |                                                                                       |                                                                                       |                                                                                       |                                                                                       |